# Список стран Европы по военным расходам в процентах от государственных расходов

## Карта
На карте используются данные Всемирного банка за 2020 год. Данные указаны в процентах.